# Jayavarman Ier
Jayavarman Ier est un roi supposé de Chenla du VIIe siècle. Il serait le petit-fils d'Isarnavarman Ier et le fils d'un certain Candravarman dont on ne sait pas s'il était de lignée royale.
Son domaine semble s’étendre sur l’ensemble de la plaine cambodgienne et, à l’ouest, jusqu’à Prachinburi, aujourd’hui en Thaïlande. Sa capitale, Purandarapura, n’a pu être située avec précision ; il est communément admis qu’elle devait être implantée dans la région d’Angkor, même si, au début des années 2000, aucune inscription datant de son règne n’y a été découverte.
Son successeur est probablement sa fille Jayadevî ; on cite aussi son fils, Bhava Varman III.